# Macrothylacia diagramma
Espèce
Macrothylacia diagramma est une espèce de lépidoptères appartenant à la famille des Lasiocampidae.
- Répartition : péninsule Ibérique et Maroc.
- Envergure du mâle : de 25 à 26 mm.
- Période de vol : de mai à juin.
- Habitat : bois et prés.
- Plantes-hôtes : Quercus ilex et Pisticia lentiscus.

## Source
- P.C. Rougeot, P. Viette, Guide des papillons nocturnes d'Europe et d'Afrique du Nord, Delachaux et Niestlé, Lausanne 1978.